# Megalopsallus sparsus
Megalopsallus sparsus är en insektsart som först beskrevs av Van Duzee 1918.  Megalopsallus sparsus ingår i släktet Megalopsallus och familjen ängsskinnbaggar. Inga underarter finns listade i Catalogue of Life.